# Softball aux Jeux olympiques d'été de 2004
Navigation
Édition précédente Édition suivante
Cette page présente les résultats des compétitions de softball aux Jeux olympiques d'été de 2004.

## Lieux de la compétition
Les matchs ont tous lieu sur le terrain du Stade olympique de softball du Complexe olympique d'Helliniko.

## Podium
| Or | Argent | Bronze |
| États-Unis Leah O'Brien Laura Berg Crystl Bustos Lisa Fernandez Jennie Finch Tairia Flowers Amanda Freed Lori Harrigan Lovieanne Jung Kelly Kretschman Jessica Mendoza Stacey Nuveman Cat Osterman Jenny Topping Natasha Watley | Australie Sandra Allen Marissa Carpadios Fiona Crawford Amanda Doman Peta Edebone Tanya Harding Natalie Hodgskin Simmone Morrow Tracey Mosley Stacey Porter Melanie Roche Natalie Titcume Natalie Ward Brooke Wilkins Kerry Wyborn | Japon Emi Inui Kazue Ito Yumi Iwabuchi Masumi Mishina Emi Naito Haruka Saito Hiroko Sakai Naoko Sakamoto Rie Sato Yuki Sato Juri Takayama Yukiko Ueno Reika Utsugi Eri Yamada Noriko Yamaji |

## Équipes participantes
Les équipes présentes sont l'Australie, le Canada, la Chine, les États-Unis d'Amérique, la Grèce, l'Italie, le Japon et Taïwan. Elles s'affrontent dans une poule unique et les quatre premières se qualifient pour les demi-finales.

## Premier tour
Les quatre premiers se qualifient pour les demi-finales.
- 1re journée (Samedi 14 août)

Japon – Australie : 2 - 4
États-Unis – Italie : 7 - 0
Taïwan – Canada : 0 - 2
Chine – Grèce : 5 - 0
- 2e journée (Dimanche 15 août)

Japon – Taïwan : 5 - 0
Chine – Italie : 5 - 7
États-Unis – Australie : 10 - 0
Canada – Grèce : 0 - 2
- 3e journée (Lundi 16 août)

Chine – Canada : 4 - 2
États-Unis – Japon : 3 - 0
Italie – Grèce : 1 - 2
Australie – Taïwan : 1 - 0
- 4e journée (Mardi 17 août)

Chine - États-Unis : 0 - 4
Canada - Japon : 1 - 0
Grèce – Taïwan : 0 - 2
Italie – Australie : 0 - 8
- 5e journée (Mercredi 18 août)

Taïwan – Italie : 1 - 0
Chine – Australie : 0 - 5
Canada - États-Unis : 0 - 7
Grèce - Japon : 0 - 6
- 6e journée (Jeudi 19 août)

Taïwan – Chine : 0 - 1
États-Unis – Grèce : 7 - 0
Japon - Italie : 1 - 0
Canada – Australie : 0 - 1
- 7e journée (Vendredi 20 août)

Italie – Canada : 0 - 1
États-Unis - Taïwan : 3 - 0
Grèce – Australie : 2 - 3
Japon – Chine : 2 - 0
- Classement

| Rang | Pays       | J | V | D | Pp | Pc | Diff |
| ---- | ---------- | - | - | - | -- | -- | ---- |
| 1    | États-Unis | 7 | 7 | 0 | 41 | 0  | +41  |
| 2    | Australie  | 7 | 6 | 1 | 22 | 14 | +8   |
| 3    | Japon      | 7 | 4 | 3 | 16 | 8  | +8   |
| 4    | Chine      | 7 | 3 | 4 | 15 | 20 | -5   |
| 5    | Canada     | 7 | 3 | 4 | 6  | 14 | -8   |
| 6    | Taïwan     | 7 | 2 | 5 | 3  | 13 | -10  |
| 7    | Grèce      | 7 | 2 | 5 | 6  | 24 | -18  |
| 8    | Italie     | 7 | 1 | 6 | 8  | 24 | -16  |

## Phase finale
La phase finale se dispute entre les quatre meilleures équipes suivant le système Page. Les demi-finales opposent le 3e au 4e (première demi-finale) et le 1er au 2e (deuxième demi-finale). Le vainqueur de la première demi-finale est qualifié pour la finale contre le perdant de la deuxième demi-finale. Le perdant de ce match décroche la médaille de bronze, le gagnant joue la "grande finale" contre le vainqueur de la deuxième demi-finale.
|  | Demi-finales    | Demi-finales   | Demi-finales   |  |   | Finale 3e place | Finale 3e place | Finale 3e place |   |           | Finale          | Finale          | Finale          |
|  |                 |                |                |  |   |                 |                 |                 |   |           |                 |                 |                 |
|  | 22 août - 12h20 |                |                |  |   |                 |                 |                 |   |           |                 |                 |                 |
|  | 1               | États-Unis     | 5              |  |   |                 |                 |                 |   |           | 23 août - 16h00 | 23 août - 16h00 | 23 août - 16h00 |
|  | 2               | Australie      | 0              |  |   | 22 août - 17h00 | 22 août - 17h00 | 22 août - 17h00 |   |           | 1               | États-Unis      | 5               |
|  |                 |                |                |  | 3 | Japon           | 0               |                 | 2 | Australie | 1               |                 |                 |
|  | 22 août - 9h30  | 22 août - 9h30 | 22 août - 9h30 |  | 2 | Australie       | 3               |                 |   |           |                 |                 |                 |
|  | 4               | Chine          | 0              |  |   |                 |                 |                 |   |           |                 |                 |                 |
|  | 3               | Japon          | 1              |  |   |                 |                 |                 |   |           |                 |                 |                 |